# Digby Ioane
Digby Ioane (ur. 14 lipca 1985 w Wellington) – urodzony w Nowej Zelandii australijski rugbysta pochodzenia samoańskiego grający na pozycji środkowego lub skrzydłowego w zespole Stade Français. Triumfator Super Rugby w sezonie 2011 z Reds oraz zwycięzca Pucharu Trzech Narodów i zdobywca brązowego medalu podczas Pucharu Świata w Rugby 2011 z reprezentacją Australii.

## Kariera klubowa
Urodzony w Wellington zawodnik w wieku pięciu lat przeprowadził się z rodziną do Melbourne. W dzieciństwie trenował zarówno rugby union, rugby league, jak i futbol australijski. W celu zwiększania swych umiejętności wyjechał zatem do Queenslandu, gdzie uczęszczał następnie do St Joseph's College, Gregory Terrace i występował w pierwszej drużynie szkoły.
Jeszcze w trakcie nauki został objęty stypendium i szkoleniem Reds. Związał się wówczas z klubem Sunnybank Rugby, w którego barwach zwyciężył w lokalnych rozgrywkach Queensland Premier Rugby w latach 2005 i 2007. Wobec kontuzji podstawowych zawodników już w 2004 roku brany był pod uwagę przez selekcjonerów Reds, choć nie znalazł się wówczas w meczowym składzie, w kolejnym roku pojawił się jednak na boisku w przedsezonowym spotkaniu przygotowawczym z Brumbies. Brał również udział w meczach rezerw Reds.
Po występach w kadrze U-21 został ściągnięty na dwa lata do nowo powstałego zespołu Western Force. Wystąpił w przedsezonowym meczu z Crusaders
zaś w Super 14 zadebiutował, podobnie jak i zespół, przeciwko Brumbies 10 lutego 2006 roku. W rozgrywkach tych w sezonach 2006 i 2007 zaliczył odpowiednio dwanaście i osiem spotkań, dla Force grał również w Australian Provincial Championship oraz przeciwko reprezentacji Samoa. Sztab szkoleniowy doceniał wówczas jego szybkość, pracując jednocześnie na słabą grą ręką zawodnika. W czasie pobytu w Perth na poziomie klubowym przypisany był do Wanneroo Rugby Club.
W kwietniu 2007 roku przedłużył kontrakt z Force o kolejne dwa lata, pod koniec tego miesiąca taką samą umowę podpisał jednak z Reds. Mimo iż władze Western Force były przekonane o ważności kontraktu z zawodnikiem zgodziły się na jego odejście bez batalii prawnych z przyczyn rodzinnych. Pomiędzy sierpniem a październikiem tego roku wziął udział w jedynym rozegranym sezonie rozgrywek Australian Rugby Championship. Przydzielony został do drużyny Melbourne Rebels, z którą doszedł do finału rozgrywek.
W 2008 roku opuścił przedsezonowe mecze przygotowawcze z powodu rehabilitacji po operacji kolana, powrócił zatem do gry na otwierający mecz z Highlanders. W debiutanckim sezonie wystąpił łącznie w siedmiu spotkaniach, przerywany był on bowiem dwoma zawieszeniami za niebezpieczne szarże oraz kontuzją dłoni. Zakończył go występem dla Queensland przeciwko Australian Barbarians.
Rok 2009 rozpoczął mocnym akcentem – jego hat-trick w przedsezonowym meczu z Western Force dał zwycięstwo Reds. Na rozpoczynające sezon Super 14 mecze w RPA wyjeżdżał jako podstawowy skrzydłowy zespołu, lecz w drugim spotkaniu, po kontuzji Charliego Fetoai, został przestawiony na środek ataku. Jego postawa na tej pozycji spowodowała, że zagrał jeszcze tylko raz na skrzydle po powrocie Fetoai, po czym powrócił do gry jako „trzynastka”. W połowie kwietnia doznał kontuzji ramienia, którą pogłębił na początku maja, a operacja i rehabilitacja wyeliminowała go z gry na kilka miesięcy. Mimo iż opuścił ostatnie dwa mecze sezonu, wysoka forma dała mu Medal Pileckiego – wyróżnienie dla najlepszego gracza Reds przyznawaną przez samych zawodników zespołu. Kończący się kontrakt spowodował nadejście ofert z zagranicy, przede wszystkim z Japonii, z kwotami sięgającymi 1,1 miliona AUD, Ioane poczuł się zatem obrażony, gdy Australian Rugby Union zaproponował mu 150 tysięcy, zwiększone następnie do 175 tysięcy AUD. Rozważał następnie przejście do Waratahs, jednak ostatecznie przedłużył kontrakt z Reds o kolejne dwa lata.
W sezonie 2010 Ioane z powodu kontuzji opuścił jedynie spotkanie z Chiefs, zagrał natomiast w pozostałych dwunastu, a Reds, okupujący przez kilka poprzednich lat koniec tabeli, zajęli ostatecznie piątą pozycję. Ligowy sukces nadszedł w kolejnym sezonie – Reds triumfowali w rozgrywkach pokonując w finale nowozelandzkich Crusaders, a Ioane zdobył wówczas jedno z przyłożeń. W całym sezonie zawodnik zagrał w piętnastu z osiemnastu spotkań, pozostałe trzy opuścił z powodu kontuzji i wstrząśnienia mózgu. Decyzję co do klubowej przyszłości zawodnik odkładał czekając na zakończenie Pucharu Świata, a następnie wyprawy do Wielkiej Brytanii. Ostatecznie podpisał trzyletnie przedłużenie kontraktu, odrzucając tym samym wartą milion AUD ofertę z japońskiego klubu Kubota Spears.
Ioane zaliczył przeciwko Blues swój pięćdziesiąty występ w barwach Reds pod koniec kwietnia 2012 roku już po odbyciu pięciotygodniowego, czteromeczowego zawieszenia za niebezpieczną szarżę. Kolejna dwutygodniowa przerwa w grze spowodowana była zapaleniem płuc, powrócił jednak na kończący fazę grupową pojedynek z Waratahs. Reds nie udało się obronić tytułu, odpadli bowiem w fazie play-off po porażce z Sharks. Na tym samym etapie drużyna zakończyła swój udział rok później, Ioane zaliczył zaś kolejny przerywany sezon. W marcu otrzymał bowiem jednomeczowe zawieszenie, a następnie opuścił dwa mecze z powodu urazu kolana. Z końcówki sezonu wyeliminowała go zaś kolejna kontuzja kolana, która początkowo uznana za niegroźną, zakończyła się jednak operacją, a następnie wymagający interwencji chirurgicznej uraz ramienia odniesiony podczas meczu reprezentacyjnego.
Jeszcze w trakcie sezonu nieporozumienia pomiędzy Ioane a Queensland Rugby Union dotyczące jego zachowania oraz warunków finansowych w kontrakcie doprowadziły do tego, iż nie skorzystał z opcji pozostania w klubie na następny rok. Jako że w przypadku zakończenia w tej sposób umowy zadziałała klauzula zabraniająca zawodnikowi w kolejnym sezonie gry w Australii poza Reds, mógł wybierać tylko spośród zagranicznych ofert – najpoważniejszymi kandydatami były francuskie Stade Français i Stade Toulousain, choć zainteresowanie wyrażały również zespoły z Japonii. Ostatecznie na początku maja zawodnik zdecydował się na klub z Paryża wiążąc się z nim na dwa sezony za 2,5 miliona AUD. Jego debiut w nowym zespole był przekładany ze względu na brak zgody na grę od lekarzy, ostatecznie po raz pierwszy zagrał 29 grudnia w meczu z USA Perpignan. Wkrótce pojawiły się doniesienia prasowe, które sugerowały, iż zawodnik pragnie powrócić do Australii.

## Kariera reprezentacyjna
Objęty był stanowym programem szkoleniowym w kategorii U-16, Queensland reprezentował następnie w mistrzostwach kraju U-18 w latach 2002 i 2003. W obu tych latach otrzymywał także powołania do kadry Australian Schoolboys, w której wystąpił we wszystkich pięciu rozegranych w tym okresie testmeczach.
Po występach w stanowym zespole U-19 w marcu 2004 roku otrzymał powołanie do reprezentacji U-19 na odbywające się w Południowej Afryce mistrzostwa świata. Wystąpił na nich we wszystkich pięciu spotkaniach jako podstawowy skrzydłowy, a Australijczycy zajęli ostatecznie szóstą pozycję. Dwa miesiące później znalazł się w składzie kadry U-21 na zakończone na czwartym miejscu mistrzostwa świata w tej kategorii wiekowej, podczas których zagrał w trzech meczach. Rok później uczestniczył w zgrupowaniu, a następnie został wybrany do składu na kolejne mistrzostwa U-21, a jego trzy przyłożenia zdobyte w pięciu meczach pomogły zespołowi w dotarciu do finału, w którym ulegli rówieśnikom z RPA. Po raz trzeci na zawodach tej rangi pojawił się w 2006, we wszystkich pięciu meczach wystąpił jako podstawowy skrzydłowy ataku, a młodzi Australijczycy w meczu o brązowy medal ulegli Nowozelandczykom. Jego postawa w tym turnieju dała mu nominację do nagrody dla najlepszego zawodnika w tej kategorii wiekowej na świecie według IRB, którą ostatecznie otrzymał Lionel Beauxis.
We wrześniu 2005 roku został przez Eddiego Jonesa powołany na zgrupowanie seniorskiej reprezentacji, z którą udał się następnie na listopadowe tournée do Europy. Zagrał wówczas w spotkaniu kadry A przeciwko Barbarians Français. W kolejnym sezonie John Connolly wystawił go w kadrze A na rozegrany w lipcu dwumecz z Fidżi, Ioane uczcił swoje dwudzieste pierwsze urodziny hat-trickiem i wyróżnieniem dla najlepszego gracza pierwszego spotkania, tydzień później zdobył zaś kolejne przyłożenie.
Jeszcze w grudniu 2006 roku został nominowany do szerokiego składu Wallabies przygotowującego się do Pucharu Świata 2007, udany sezon ligowy spowodował, że znajdował się następnie w węższej kadrze na pierwszą część sezonu. Szansę debiutu otrzymał na początku czerwca w drugim testmeczu przeciw Walijczykom, w wysoko wygranym spotkaniu zdobywając przyłożenie. Podczas gdy pierwsza reprezentacja rozpoczęła zmagania w Pucharze Trzech Narodów, Ioane został ponownie przeniesiony do kadry A, z którą wystąpił w dwóch kończących Puchar Narodów Pacyfiku 2007 spotkaniach z Junior All Blacks i Fidżi. Ostatecznie na Puchar Świata nie pojechał, choć brany był jeszcze pod uwagę na wypadek kontuzji innych zawodników.
Robbie Deans, nowy selekcjoner reprezentacji Australii, uwzględnił Ioane w swoich pierwszych powołaniach w 2008 roku, przekazał go jednak następnie do dyspozycji trenera kadry A, Phila Mooneya, pod wodzą którego zawodnik zagrał w Pucharze Narodów Pacyfiku z Tonga, Fidżi i New Zealand Māori. Pomimo dobrych opinii od Deansa, nie znalazł się w zespole wytypowanym do udziału w Pucharze Trzech Narodów. Powrócił do drużyny na kończącą sezon reprezentacyjny serię spotkań na północnej półkuli i wystąpił przeciw Włochom, Francuzom, Walijczykom oraz w towarzyskim spotkaniu z Barbarians.
Po rekonstrukcji lewego ramienia wznowił treningi we wrześniu 2009 roku i został powołany na trzecią część sezonu reprezentacyjnego obejmującą mecz Bledisloe Cup i pierwszą od dwudziestu pięciu lat próbę zdobycia Wielkiego Szlema na Wyspach Brytyjskich. Ominął jedynie spotkanie ze Szkocją z powodu kontuzji ramienia, tym razem prawego, z Nowozelandczykami zagrał na skrzydle, a w pozostałych trzech jego partnerem na środku ataku był Quade Cooper. Pozostał w składzie na zaplanowane na czerwiec 2010 roku mecze kadry występując w meczu z Fidżi i dwukrotnie przeciw Anglikom. W tym ostatnim doznał zwichnięcia stawu ramiennego, które według pierwszych opinii oznaczało operację i kilkumiesięczną przerwę w grze. Opuścił zatem mecz z Irlandią, a dalsze konsultacje lekarskie wykazały brak konieczności interwencji chirurgicznej i jedynie miesięczną rehabilitację. Znalazł się zatem wśród zawodników wytypowanych do udziału w Pucharze Trzech Narodów, jednak jeszcze przed zawodami uraz się odnowił, a operacja i rehabilitacja spowodowały, iż podobnie jak rok wcześniej ominęła go większość sezonu reprezentacyjnego.
Reprezentacyjny sezon 2011 przekonując trenera rozpoczął występem w niespodziewanie przegranym meczu z Samoa. Zagrał następnie we wszystkich czterech spotkaniach Pucharu Trzech Narodów, a Wallabies pierwszy raz od dziesięciu lat zwyciężyli w tych rozgrywkach. Pozostał również w trzydziestoosobowym składzie na Puchar Świata w Rugby 2011. Już w pierwszym meczu złamał kciuk, co wyeliminowało go z dalszych spotkań grupowych. Powrócił jednak na mecze fazy pucharowej z RPA, Nową Zelandią i Walią, a zwycięstwo w tym ostatnim dało Australijczykom brązowe medale. Sezon zakończył wyjazdem na dwumeczowe minitournée do Europy – zdobył dwa przyłożenia w spotkaniu z Barbarians oraz uczestniczył w kolejnej wygranej nad Walijczykami.
Następne powołanie otrzymał na zaplanowane na czerwiec 2012 roku mecze kadry – po niespodziewanej porażce ze Szkotami wystąpił w serii trzech spotkań z Walijczykami. Został również uwzględniony w składzie na inauguracyjną edycję The Rugby Championship, podczas której zagrał we wszystkich spotkaniach. Po opuszczeniu trzeciego meczu Bledisloe Cup z powodu kontuzji kolana udał się z australijską kadrą na tournée do Europy. Ten sam uraz pozbawił go szansy gry przeciwko Francuzom, powrócił jednak do składu na mecz z Anglikami. Następnie po raz pierwszy w reprezentacyjnej karierze wypadł w meczowym składzie z pierwszej piętnastki i w kolejnych dwóch spotkaniach wystąpił z ławki rezerwowych.
Po przejściu artroskopii lewego kolana w maju 2013 roku jego występ podczas tournée British and Irish Lions 2013 stał pod znakiem zapytania. Zawodnik został jednak ujęty w szerokiej kadrze na te spotkania, a następnie, po szybszej niż zakładano rehabilitacji, w wyjściowej piętnastce na pierwszy z testmeczów. W nieznacznie przegranym spotkaniu nabawił się kontuzji ramienia, która ostatecznie wyeliminowała go z pozostałych dwóch spotkań. Z powodu tego urazu nie był też brany pod uwagę przez nowego selekcjonera, Ewena McKenzie, przy ustalaniu składu na resztę sezonu reprezentacyjnego.
W związku z wyjazdami do zagranicznych klubów trener Wallabies podkreślił, że powołania do kadry w perspektywie Pucharu Świata 2015 otrzymają jedynie gracze występujący w australijskich klubach w sezonie 2015.

## Varia
- Jest wujem reprezentanta Samoa, Ole Avei[27][28][231] i kuzynem występującego w Highlanders TJ Ioane[232][233].
- Jest praktykującym katolikiem, część z jego tatuaży zawiera motywy biblijne[234][235].
- W maju 2011 roku SANZAR nałożył na zawodnika karę finansową w wysokości 2000 AUD za niepochlebne komentarze na Twitterze w stosunku do sędziego Keitha Browna[236][237][238]
- W marcu 2013 roku zamieszany był w szamotaninę w Melbourne[239][240]. Z uwagi na niestawienie się na rozprawie, pod koniec czerwca został wystawiony nakaz jego aresztowania[241][242]. Gdy w końcu zgłosił się na policję, został ustalony nowy termin rozprawy[243], a sprawa w sierpniu zakończyła się skierowaniem Ioane na program edukacyjny[244][245]. Sam zawodnik potraktował cały ten incydent jako próbę wyłudzenia od niego pieniędzy[246].